# 拉斯科 (科雷兹省)
拉斯科（法語：Lascaux，法語發音：[lasko]）是法国科雷兹省的一个市镇，属于布里夫拉盖亚尔德区。

## 地理
拉斯科（45°20'21"N, 1°21'53"E）面积7.26 平方千米，位于法国新阿基坦大区科雷兹省，该省份为法国中南部省份，北起上维埃纳省和克勒兹省，西接多爾多涅省，南至洛特省，东临多姆山省和康塔爾省。
与拉斯科接壤的市镇（或旧市镇、城区）包括：沙布里尼亚克、孔塞兹、圣博内拉里维耶尔、圣索尔南拉沃、维尼奥勒。

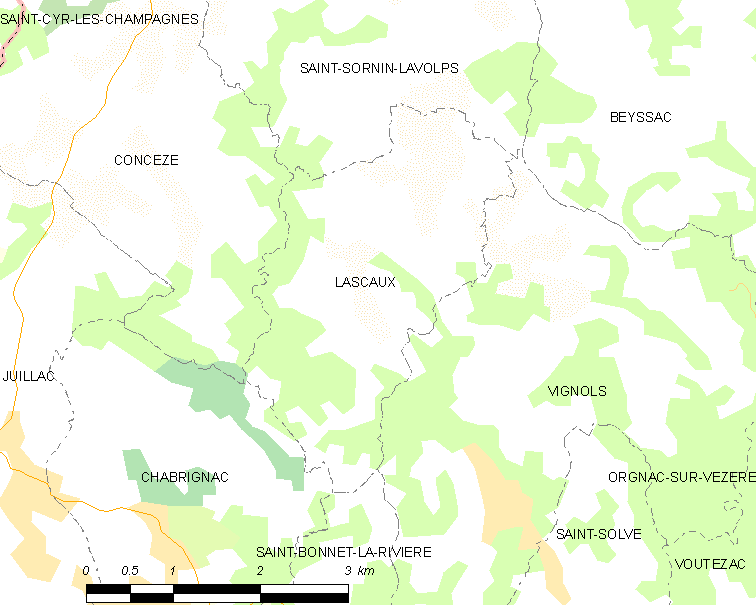
的OSM定位图

拉斯科的时区为UTC+01:00、UTC+02:00（夏令时）。

## 行政
拉斯科的邮政编码为19130，INSEE市镇编码为19109。

## 政治
拉斯科所属的省级选区为利桑多奈县。

## 人口

1962-2008年间人口变化图示

拉斯科于2022年1月1日时的人口数量为226人。